# Симург Альборз
Special:Contributions/
«Симу́рг Альбо́рз» (дари سیمرغ البرز; пушту سیمرغ البرز‎; узб. سیمرغ البرز; туркм. سیمرغ البرز: англ. Simorgh Alborz) — афганский футбольный клуб, основанный в августе 2012 года. С момента своего основания регулярно участвует в Афганской Премьер-лиге — в высшем футбольном дивизионе Афганистана. В сезоне 2018 года занял 5-е место среди 8 команд.
Двукратный вице-чемпион Афганской Премьер-лиги (в сезонах 2012 и 2013 годов), один раз выигрывал бронзовые медали этой лиги (в сезоне 2016 года).
Как и многие нынешние футбольные клубы Афганистана, одновременно представляет несколько провинций Афганистана по географическому признаку. Так, «Симург Альборз» представляет северные вилаяты (провинции) Афганистана, такие как вилаяты Балх, Кундуз, Саманган, Джаузджан, Сарипуль, Фарьяб и другие, в которых преимущественно проживают таджики, узбеки и туркмены. Как и остальные футбольные клубы страны, домашние матчи из-за соображений безопасности в связи с непрекращающимся вооружённым конфликтом в стране, проводит в столице страны Кабуле, на стадионе Федерации футбола Афганистана, вмещающего 5000 зрителей. 
Клуб назван в честь мифической птицы Симург, которая олицетворяет справедливость, счастье и доброту. Она в частности упоминается в «Шахнаме» Фирдоуси. Вторая половина названия клуба взята с названия горы Альборз на севере Ирана, где по легендам, жила птица Симург и происходили часть из сюжетов «Шахнаме».
В Афганскую Премьер-лигу попал в результате отборочных игр. Часть игроков были отобраны в команду в результате телевизионного кастинг-шоу под названием «Green Field». 

## Достижения
- Серебряный призёр Афганской Премьер-лиги (2): 2012, 2013
- Бронзовый призёр Афганской Премьер-лиги (1): 2016

## Статистика выступлений
Статистика выступлений «Симург Альборз» по сезонам в Афганской Премьер-лиге.
| Сезон | Место |
| ----- | ----- |
| 2012  | 2     |
| 2013  | 2     |
| 2014  | 7     |
| 2015  | 7     |
| 2016  | 3     |
| 2017  | 4     |
| 2018  | 5     |